# Playground Music
Playground Music Scandinavia (PGM) är Nordens största oberoende skivbolag grundat 1999. Företaget hade 2023 ett sextiotal anställda.

## Allmänt
Playground Music Scandinavia har kontor i samtliga nordiska länder, samt lokala distributionspartners i Estland, Lettland, Litauen och på Island. Sedan 2010 är Jonas Sjöström ägare. Som skivbolag har Playground Music ingen specifik genreinriktning, fastän olika typer av pop och rock alltid dominerat artistutbudet.
Playground Music representerar även ett flertal utländska bolag i Norden och Baltikum, så som XL Recordings, Beggars Banquet, 4AD, Matador Records, Mute, Epitaph och Domino Records.

## Historia
Playground Music Scandinavia grundades 1999 då Jonas Sjöström efter 21 år som VD lämnade skivbolaget MNW med merparten av de anställda i protest mot dess nya ägare. Redan från början öppnade man kontor för bolaget i Sverige, Norge, Danmark och Finland. Först ut bland skivbolagets direkt anslutna artister var Ordkrig, The Rasmus och De La Soul. The Rasmus byggde upp en internationell karriär, främst tack vare genombrottsalbumet Dead Letters (2003). Playground Music förvärvade 2003 det danska bolaget Mega Records innefattande hela Ace of Base katalog. 2006 köpte bolaget upp Diesel Music med artister som Lisa Nilsson, Eagle Eye Cherry, Koop, Mauro Scocco, Titiyo och Blacknuss. 2010 sålde Playground Musics huvudägare Edel Music Germany sin aktiepost i företaget till Jonas Sjöström, som därmed blev ensam ägare. 2018 köpte bolaget upp resterande 50% av Roxy Recordings med artister som Tjuvjakt, Agnes Carlsson, Lena Philipsson, Eric Saade och Thomas Stenström. Därmed blev Playground Music ensam ägare och Mårten Aglander tillträdde som ny VD på bolaget.